# Lycoming LF 507
Le Lycoming LF 507 est une turbosoufflante à engrenages à fort taux de dilution, produite par la société américaine Lycoming Engines, suivie d'AlliedSignal, puis Honeywell Aerospace.
Le Lycoming ALF 502, plus ancien, avait été certifié en 1980. Le LF 507, amélioré et produisant plus de poussée, fut installé sur la mise à jour Avro RJ du BAe 146

## Applications
- Avro RJ